# République de Gênes
Début du XIe siècle – 1797
1814 – 1815
(~ 800 ans)
Entités précédentes :
- Saint-Empire
- Royaume d'Italie
- Roy. de Corse

Entités suivantes :
- République ligurienne
- Royaume de Sardaigne
- République corse
- Empire français :
- Département de Gênes
- Département des Apennins
- Département de Montenotte

La république de Gênes (en italien : Repubblica di Genova) est l'une des grandes républiques maritimes (ou thalassocraties) italiennes durant près de sept siècles, de 1099 à 1797, année d'abdication du dernier doge de Gênes, Giacomo Maria Brignole. Elle connut deux apogées, de 1284 à 1381, puis au XVIe siècle, parfois appelé « le siècle des Génois ».
À la fin du Moyen Âge, la république de Gênes est une puissance commerciale majeure en mer Méditerranée et en mer Noire, tandis qu'entre les XVIe et XVIIe siècles, elle est l'une des principales places financières d'Europe.
L'Office de Saint Georges, fondé en 1407 à Gênes, est la plus ancienne banque de dépôt d'État connue au monde et a joué un rôle important dans la prospérité de la ville à compter du milieu du XVe siècle.
« Sérénissime » comme Venise dès 1339, Gênes a aussi été appelée par ses citoyens, soucieux de se distinguer de leurs rivaux, la « Superbe République » (superba repubblica en italien), d'après le surnom donné par Pétrarque en 1358, « Gênes la Superbe ».

## Histoire

### La lutte pour le contrôle de la mer Tyrrhénienne
Après avoir fait partie de l’Italie byzantine, Gênes devient indépendante et entreprend à la fin du Xe siècle, avec Pise, de chasser les Maures de Corse et de Sardaigne. Pendant deux siècles, les deux cités se disputent ensuite avec acharnement les deux îles et de manière plus générale, le contrôle de la mer Tyrrhénienne.
Dans un premier temps, Pise a l'avantage. Gênes et Pise, au gré des changements brusques de la politique romaine, se partagent les îles entre leurs différents évêchés. Les Génois sont fermement implantés dans le Nord de la Sardaigne, l'extrême Sud Corse, avec Bonifacio, en Balagne, avec Calvi qu'ils fondent au XIIIe siècle, et dans le cap Corse, avec Bastia. Ils possèdent en outre l'île de Capraia en face de Bastia. Les Pisans possèdent le reste des îles.
Gênes s’affirme aussi progressivement comme une commune libre, qui émerge de la compagna, c'est-à-dire « une union, d'abord conventionnelle, puis quasi obligatoire pour certaines personnes, en vue de la défense d'intérêts surtout publics ». La classe dirigeante qui était groupée dans la compagna initiale était une aristocratie d'origine autant féodale que commerçante. Le centre de la cité est divisé en huit districts et palais ornés de portiques pour mieux délimiter les différents quartiers placés sous la protection de familles dominantes.
La vie des institutions de la commune est dominée par les rivalités entre quatre grandes familles, qui résident chacune dans de véritables quartiers fortifiés, avec leurs églises et sanctuaires, leur palais et leurs tours : les Fieschi, les Grimaldi, les Doria et les Spinola (paroisse San Luca), renforcés par leurs guerres contre les seigneurs de la côte ligurienne. De 1052 à 1190, les consuls, remplaçant les comtes de la maison d'Este, dirigent Gênes. Au fil du XIIe siècle, la guerre civile apparaît comme presque permanente entre les diverses factions. Cette situation aboutit à la mise en place à la tête de l'État d'un podestat étranger, en 1190, comme arbitre entre les partis.

### L'empire commercial

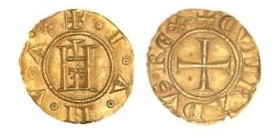
Le genovino Ianua de 1252.

Durant le Moyen Âge tardif, aux XIIe et XIIIe siècles, Gênes connaît une période de prospérité grâce à son grand commerce (soie, épices, or, pierres précieuses, alun).
Les croisades apportent à Gênes une immense prospérité car elle est sollicitée pour fournir le transport des troupes chrétiennes outre-mer. Sa participation à la première croisade en 1095-1099 lui vaut des privilèges commerciaux notables, ainsi que des possessions dans les nouveaux États croisés du Proche-Orient, avec lesquels le commerce génois s'avère florissant. Les marins génois prennent une part considérable dans le siège d'Almería en 1147, et la prise de Saint-Jean-d'Acre en 1191.
En 1261, par le traité de Nymphaeon, les Génois obtiennent du basileus Michel VIII des avantages commerciaux considérables et l'autorisation d'établir un comptoir dans le quartier de Galata, de l'autre côté de la Corne d'Or. Bien vite, ce dernier attire plus de navires que Constantinople elle-même et la mer Noire devient le domaine réservé des Génois. Ceux-ci s'assurent aussi le contrôle des bouches du Danube (port de Licostomo) et du Nistre (port de Montecastro), remontant ces fleuves et ouvrant sur leurs rives des comptoirs secondaires, respectivement jusqu'à San Giorgio et Policromia. Cette domination sans partage malgré les tentatives de Venise et de l'empire de Trébizonde s'achève en 1475, dans un contexte de luttes pour la principauté de Théodoros, quand les troupes ottomanes s'emparent de Caffa.
Entre 1190 et 1270, la république est dirigée par des podestats puis, jusqu'en 1339, par une alternance de capitaines du peuple et de podestats.

### La domination militaire

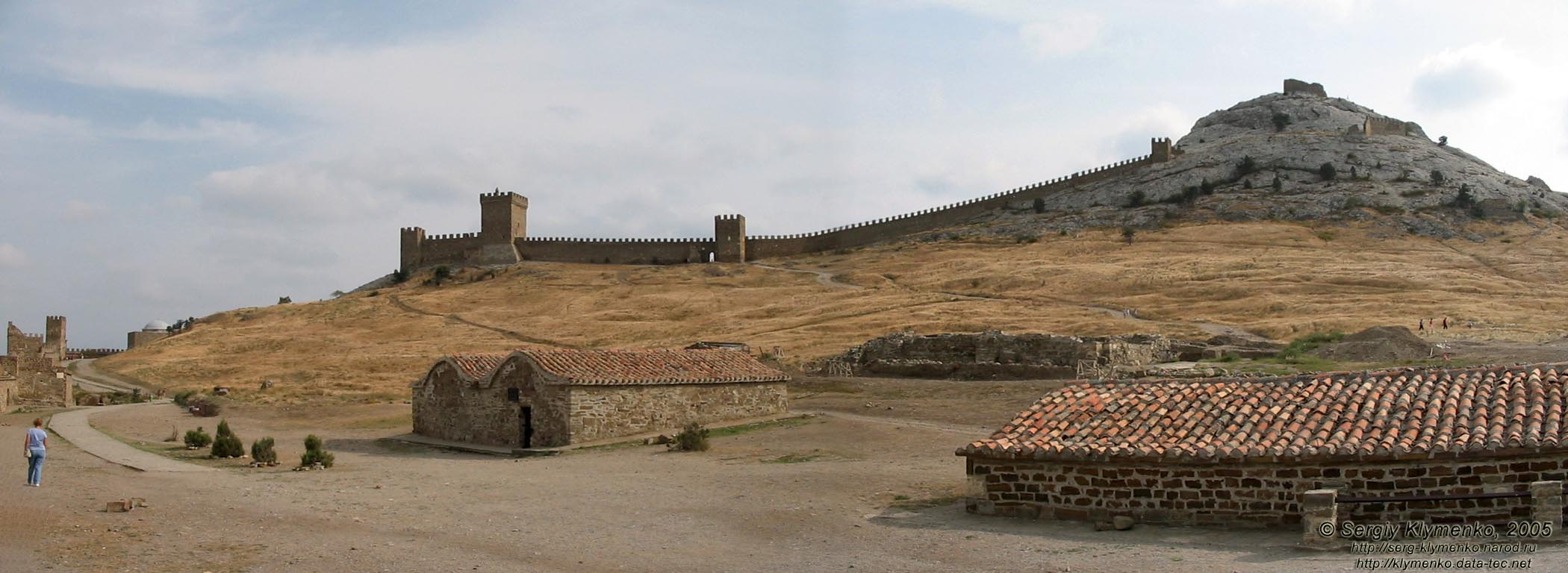
Forteresse génoise à Soudak (Crimée).

Le 6 août 1284, Gênes écrase la flotte de Pise lors de la plus grande bataille navale du Moyen Âge, la bataille de la Meloria, qui voit s'affronter près de l'îlot dit de la Meloria les 88 galères d'Oberto Doria et les 103 galères de Pise commandées par le podestat vénitien Alberto Morosini. La victoire est totale pour Gênes. Pise connaît en revanche une défaite catastrophique avec 5 000 tués, 9 000 prisonniers, 7 galères coulées et 29 capturées. Pise perd son indépendance et sa puissance.
Gênes détruit ensuite en 1285 le port de Pise, Porto Pisano, et récupère alors, outre le port de Livourne, les droits de Pise sur la Corse et sur la Sardaigne. Ces droits lui sont très vite contestés par la papauté et le roi d'Aragon, investi roi de Corse et de Sardaigne. La Sardaigne est abandonnée en 1320 aux Aragonais, mais la Corse reste génoise après une longue confrontation avec l'Aragon. Dans les années 1350, le doge de Gênes, Jean da Murta, avait reçu la soumission du peuple de Corse. Désormais, Gênes par l'intermédiaire d'offices financiers (la Maona jusqu'en 1453 puis l’Office de Saint Georges jusqu'en 1561) s'efforce de briser la noblesse insulaire.
La république de Gênes a, au XIVe siècle, un véritable empire maritime en mer Méditerranée et mer Noire, incluant la Corse, alors son « grenier à blé », des îles grecques (Lesbos, Chios, Ikaria et Samos), des comptoirs en Anatolie (Galata, Phocée, Scalanova, Amastris et Sinope), en Crimée (Cherson, Cembalos, Halopsis, Yalta, Soudak, Caffa et Kertch formant la Gazarie), autour des bouches du Danube (San Giorgio, Barilla, Caladda, Izmaïl, Licostomo, Eraclea aujourd'hui en ruines et Constanza), et ailleurs en mer Noire (Montecastro et Policromia en Moldavie, Matrida, Taman et Tana dans le khanat de la Horde d'or autour de la mer d'Azov).
C'est ainsi une nef génoise qui rapporte involontairement de Crimée la peste noire en 1348 en Europe.
De la fin du XIIIe au XVe siècle, la flotte génoise compte près de 40 000 hommes.

### La rivalité avec Venise

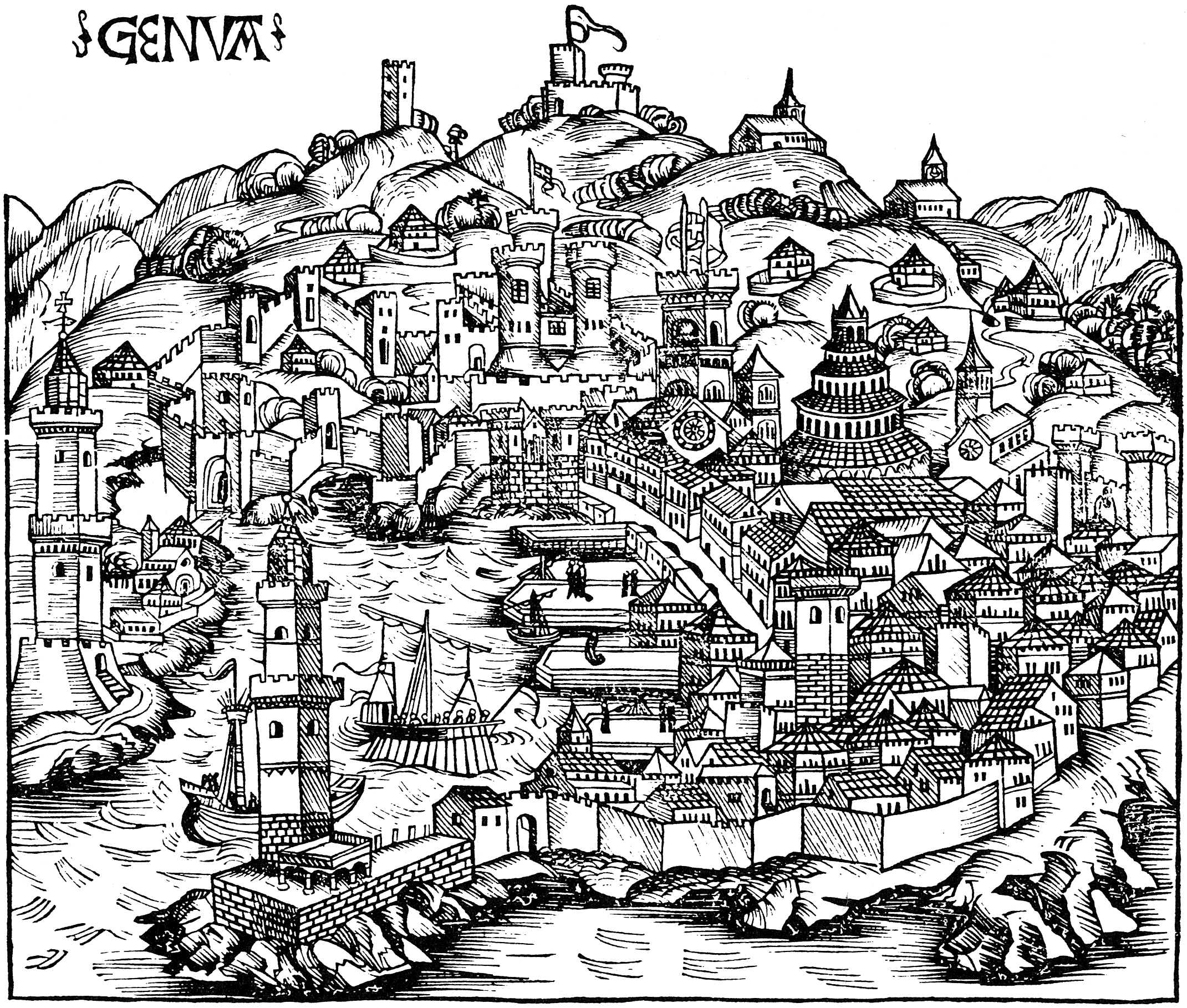
Gênes en 1493.

L'empire maritime génois a pour principal concurrent celui de Venise, dominant en mer Égée, sur les marchés de Constantinople et de Trébizonde, à Chypre ; de leur côté, les Vénitiens veulent chasser les Génois de leurs possessions de Syrie. Gênes se rapproche de Byzance (traité de Nymphaeon) tandis que Venise se rapproche de Pise. Les deux cités préparent le conflit depuis 1286 et plus particulièrement en 1294.
Au printemps 1294, les navires vénitiens attaquent les colonies génoises de Chypre à Famagouste puis, le 7 octobre 1294, la flotte vénitienne met la voile vers la Cilicie. Elle rencontre les Génois sur la côte arménienne et, cette fois, la bataille est désastreuse pour Venise. Elle perd 25 navires, un nombre important de combattants dont son général Marco Basagio.
Face à la défaite, la ville réagit en donnant ordre à tous ses armateurs d'entreprendre une guerre de course, tandis que la cité reconstruit une nouvelle flotte de 65 galères.
Gênes, triomphante face à Pise et à Venise, est alors à l'apogée de sa puissance militaire. Cependant, si elle n'a rien à craindre de Pise, en proie aux luttes de factions, Venise est toujours parfaitement capable de s'opposer à nouveau à elle ; dès l'année suivante, les deux cités s'affrontent dans une série de coups de main, jusqu'à ce que Gênes batte à nouveau Venise, le 8 septembre 1298, devant Curzola, bataille remportée par Lamba Doria, frère d'Oberto Doria, vainqueur de Pise à la Meloria. Le nouveau type de galère génoise, dite à la sensile, est largement responsable de la victoire. Le bilan est terrible pour Venise : 18 navires coulés, 66 navires brûlés par les Génois qui ne peuvent les remorquer à Gênes, 7 400 prisonniers — dont, selon Ramusio, Marco Polo qui, emprisonné à Gênes, y rédige sa description de l'empire sino-mongol de Kubilai Khan : Le Livre du Grand Kaan.
Une médiation du pape et de Charles d'Anjou amène les deux cités à signer la paix de Milan en 1299, faisant planer sur Gênes, toujours en proie aux luttes entre factions, l'ombre des Visconti.
Une troisième guerre éclate, de 1350 à 1355, émaillée de victoires incertaines de part et d'autre, jusqu'à ce que les deux puissances signent une paix temporaire à Byzance, en 1355, puis qu'elles concluent des accords commerciaux en 1361. De 1372 à 1378, une nouvelle période de tensions amène successivement une défaite vénitienne devant Pola en 1374, puis de Gênes près du cap d'Anzio en 1378. L'année suivante voit Gênes s'imposer mais, en 1379, commence entre les deux villes la guerre de Chioggia, s'achevant par la défaite génoise en 1380, Venise assurant sa souveraineté sur la Méditerranée orientale. La paix de Turin de 1381 voit Venise reprendre possession de tous ses privilèges à Constantinople et même se faire reconnaître le droit de commercer librement en mer Noire. Durant cette guerre, Venise n’a dû son salut qu'à la mort du général génois, Pietro Doria, tué lors de la bataille finale, et au retour opportun de Vettor Pisani et de son escadre. Pour sauver leur patrie, les Vénitiens font de lourds sacrifices, aussi bien financiers qu’humains, ce qui entraîne de profondes et irréversibles modifications de leurs institutions.

### La période du dogat populaire (1339-1527)
- République de Gênes

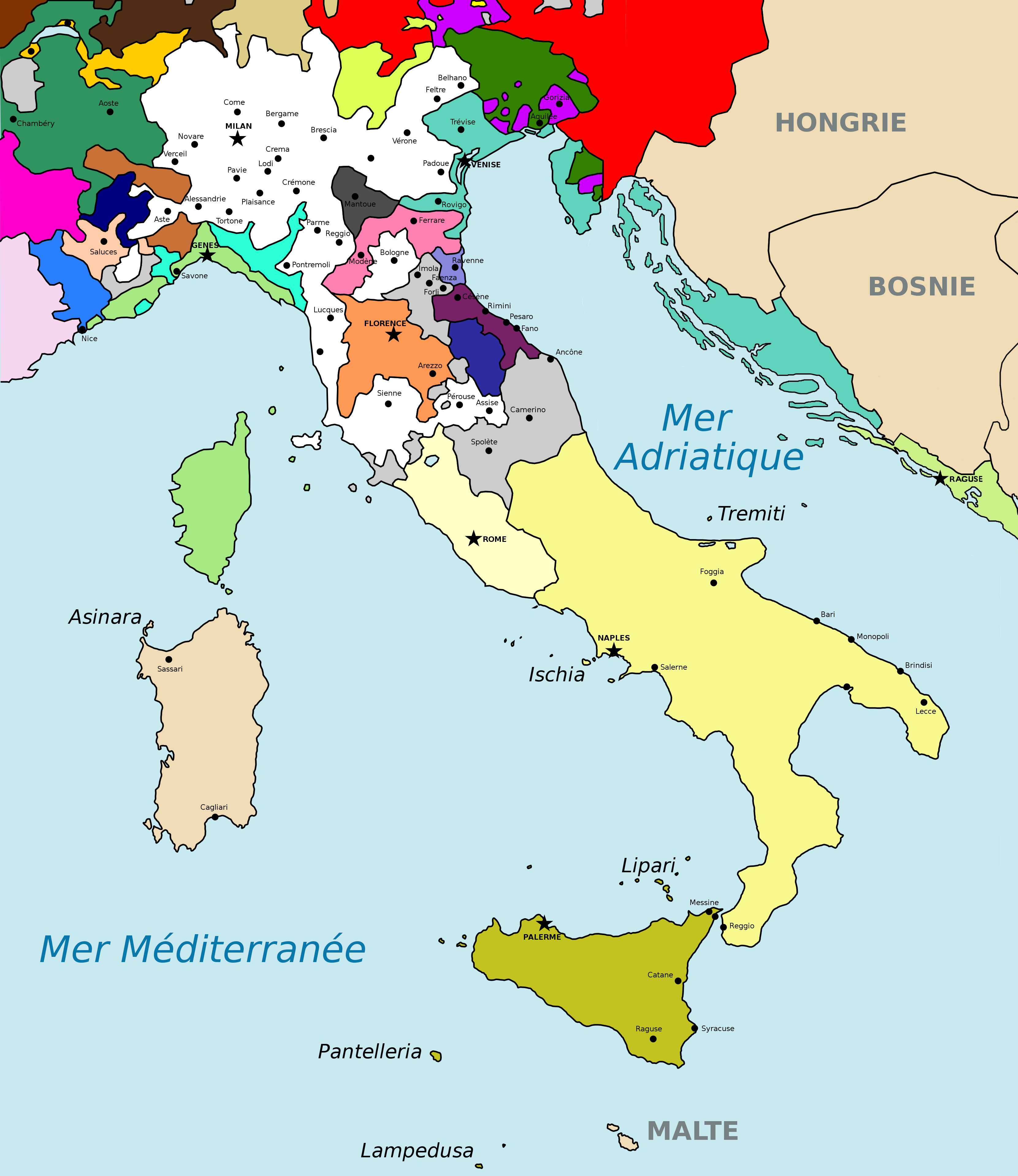
Carte de l'Italie en 1402.
République de Gênes

Gênes connaît de graves troubles politiques. Elle est déchirée par les luttes de factions (patriciens contre plébéiens, guelfes contre gibelins, Adorno contre Fregoso ou Campofregoso), avivées par différentes puissances étrangères, notamment les ducs de Milan, les rois de France, les rois d'Aragon.

#### Les doges
En 1339, Simone Boccanegra est acclamé comme le premier doge de Gênes. Élu à vie, le doge doit être plébéien et appartenir à la faction gibeline. C'est le début de la période du « dogat populaire ».
Mais aucun doge ne reste durablement en place : l'instabilité politique affaiblit la république face à ses ennemis.

#### La guerre contre Tunis (1390)
En 1390, en réaction à la perte de ses positions commerciales dans le sultanat de Tunis au profit de Venise, Gênes organise une expédition qu'elle présente comme une nouvelle croisade contre les méfaits de la piraterie des Barbaresques.
Elle obtient le soutien d'un groupe de nobles français et anglais, dont Louis II de Bourbon, qui reçoit le commandement. Il met le siège devant Mahdia.

#### Les guerres contre Venise
Le conflit avec Venise a lieu de façon intermittente. Vaincue, Gênes signe un nouveau traité en 1404.
Une nouvelle défaite a lieu en 1431.

#### Les guerres contre l'Aragon
Le principal adversaire de la cité n'est plus Venise, mais l'Aragon qui conquiert le royaume de Sardaigne en 1320 et lui dispute la Corse, et d'une façon plus générale, la domination en Méditerranée occidentale.
Le 5 août 1435, Alphonse V d'Aragon est fait prisonnier par les Génois à Ponza.

#### Les protectorats de la France et de Milan (1458-1527)
En 1458, la république se place sous la protection du roi de France qui, le 11 mars 1458, nomme gouverneur Jean II de Lorraine, duc de Calabre.
Gênes se rebelle le 12 mars 1461.
Le 16 avril 1464, le duc de Milan, François Sforza (1401-1466) impose à la république un protectorat qui dure jusqu'au 7 juillet 1478.
Milan parvient de nouveau à imposer son protectorat du 13 septembre 1488 au 26 octobre 1499, sous les règnes de Jean Galéas, puis de Ludovic Sforza.
En 1499, Louis XII se lance dans la deuxième guerre d'Italie, dirigée contre le duc de Milan. L'armée française s'empare de Milan en septembre, ce qui permet à la France de rétablir sa tutelle sur Gênes (26 octobre 1499-30 mai 1522). Les Français sont alors contraints d'évacuer leurs positions en Italie face aux armées de Charles Quint, qui l'emportent à Pavie en 1525.
Une brève reconquête française a lieu en 1527 (septième guerre d'Italie). La population de la ville est alors tombée à 40 000 habitants.

### La réforme dorienne de 1528 et le dogat biennal
Andrea Doria, en 1528, maître de la Méditerranée pour le compte de Charles Quint, réorganise la cité. Il force les gouverneurs Adorno et Fregoso, les deux principales familles qui se disputent le pouvoir, à changer de nom et transforme les institutions. La commune de Gênes devient une république comme Venise. Il proclame la formation d'un unique corps civique et abolit les factions.
Le but est de faire cesser les rivalités entre les familles, et à cette fin la réforme prévoit de généraliser le système des alberghi et de la rendre obligatoire. L'albergo prend une autre signification car les grandes familles de la noblesse génoise sont sommées de s'agréger en 28 alberghi qui sont les seuls à pouvoir exercer les charges du gouvernement. Ces nouvelles entités ne sont plus des rassemblements de familles volontaires mais des divisions politiques de droit public.
Les anciennes institutions cèdent donc la place à une république oligarchique ou aristocratique puisque le gouvernement est placé entre les mains des nobles (près de 800 familles patriciennes), répartis en 28 alberghi, les factions qui rassemblent les grandes familles de la noblesse génoise telles que les Doria, Grimaldi, Fieschi, Spinola, Giustiniani, Pallavicino, ou encore Sauli, de Ferrari, Brignole Sale, Lomellino (it), Balbi, Durazzo, Pareto, Cybo. Les nobles qualifiés de patriciens sont tous les hommes âgés de plus de 18 ans dont la famille a exercé des charges politiques avant la révolte populaire de 1506.
Parmi eux, quatre cents nobles sont tirés au sort et forment le grand conseil, renouvelé par quart tous les ans. Le petit conseil, ou Sénat, compte cent membres (« excellences ») qui sont tirés au sort parmi les membres du grand conseil. Un doge de la république, deux procurateurs et des gouverneurs, qui forment la seigneurie et qui détient le pouvoir exécutif, sont tous élus pour deux ans. Organe très puissant de contrôle des institutions, le Syndicato, est créé. Il est composé entre autres de deux censeurs et tous les anciens doges en sont membres de droit.
Le 10 mars 1576, les nouvelles lois abolissent les alberghi : les familles nobles reprennent leur nom original. Sont reconnues « nobles » les familles inscrites au Liber aureus nobilitatis Janue, vite qualifié de Libro d'oro (livre d'or), demandé par Andrea Doria en 1528. Des descendants de petits marchands ou d'artisans qui avaient joué un rôle au sein de l'Etat y côtoient ceux d'hommes qui ont joué un rôle historique considérable. Cette situation dure deux cents ans.
Le doge est de rang royal, il lui est interdit de sortir de la cité pendant son mandat de deux ans, non renouvelable avant dix années. En tout état de cause, on élit généralement des hommes fort âgés, et seul Giacomo Maria Brignole est élu deux fois, en 1779 et 1795, il est le tout dernier doge de la république de Gênes.
Gênes perd l'île de Chios, habitée par près de 40 000 Génois en 1566. Tabarka (Tunisie) en 1744, la Corse en 1768 (vendue à la France).

### Le «siècle génois»
« L'or naît aux Indes occidentales, meurt en Espagne, est enseveli à Gênes... »

— Francisco de Quevedo (revue Archéologia, no 256, p. 64).
Le siècle qui s'étend de 1550 à 1650, qui est un siècle d'alliance avec l'Espagne, est parfois nommé « le siècle des Génois ». Les Génois sont les principaux banquiers de la couronne d'Espagne, jusqu'à la banqueroute de Philippe II, et cette alliance perdure jusqu'en 1684 et le bombardement de la ville par la flotte française.
En 1575 et 1576, se déroule la guerre civile génoise. Au début de la république, la succession de « nouveaux nobles » (tels les Sauli, Brignole) et d'« anciens nobles » (tel les Doria, Grimaldi, Spinola, Centurione (it)) fut respectée mais les « anciens nobles » accaparèrent rapidement le pouvoir. Les « nouveaux nobles » s'enrichirent considérablement en commerçant le coton et la soie tandis que les « anciens nobles » s'adonnaient à la finance. Après cette crise, anciens et nouveaux nobles se considèrent égaux et les alberghi disparurent.
La république devient sérénissime en 1596.
En 1637, le doge Giovanni Francesco Brignole offre la souveraineté de ses États à la Vierge Marie.
Au XVIIe siècle, la république de Gênes soutient deux guerres victorieuses contre la Savoie.
À cette époque, Gênes est une cité qui mérite à nouveau son surnom « la Superbe », voire l'Orgueilleuse. Les grands peintres comme Van Dick ou Rubens font les portraits de son riche patriciat. Avec ses palais à huit étages, elle est la « New York » du Moyen Âge. La Strada nuova, seule rue droite de la ville dont madame de Staël disait qu'elle était « la rue des rois et la reine des rues », abrite les plus somptueux palais (Palazzo Rosso des Brignole-Sale, Palazzo Bianco des Grimaldi).
La population croît rapidement et s'élève à 140 000 habitants en 1630, nécessitant la construction de la plus impressionnante muraille d'Italie, le nouveau mur s'étirant sur 12 km et protégeant la cité de tous côtés. Il est édifié entre 1626 et 1639.
Matteo Senarega (doge de 1595 à 1597) écrit, dans le Discorso sopra la Città e la Repubblica di Genova :

« Elle n'entre dans aucun des trois bons gouvernements, ni aucun des trois mauvais, présentés par Aristote ; mais c'en est plutôt un mélange ; ce n'est pas une démocratie, puisque le peuple ne la gouverne pas ; ce n'est pas une aristocratie, puisque tous les recensés (ascritti), c'est-à-dire les optimates, y gouvernent ; on ne dira pas non plus que c'est une anarchie car la justice y est sévère à l'égard du peuple. »

#### Les conjurations de Vachero et de Della Torre
Le riche plébéien Giulio Cesare Vachero, avec l'aide de la Savoie, tenta en 1628 d'assassiner tous les patriciens afin de permettre une invasion victorieuse de Gênes par la Savoie. Il est découvert et exécuté avec ses complices.
Quelques années plus tard, en 1672, Raffaele Della Torre, fils d'un patricien génois, mais dévoyé, se met au service du duc Charles-Emmanuel II de Sardaigne qui souhaite prendre possession de Gênes, en soulevant quelques villes frontalières. Le complot est découvert et le Sénat génois condamne à mort Della Torre une première fois, par contumace. Un deuxième complot prend place à Savone, mais là encore échoue : Della Torre souhaitait entre autres assassiner ses anciens complices qui l'avaient trahi, à l'aide d'une machine infernale. Il meurt à Venise, en 1681, poignardé en plein carnaval.

### Le déclin

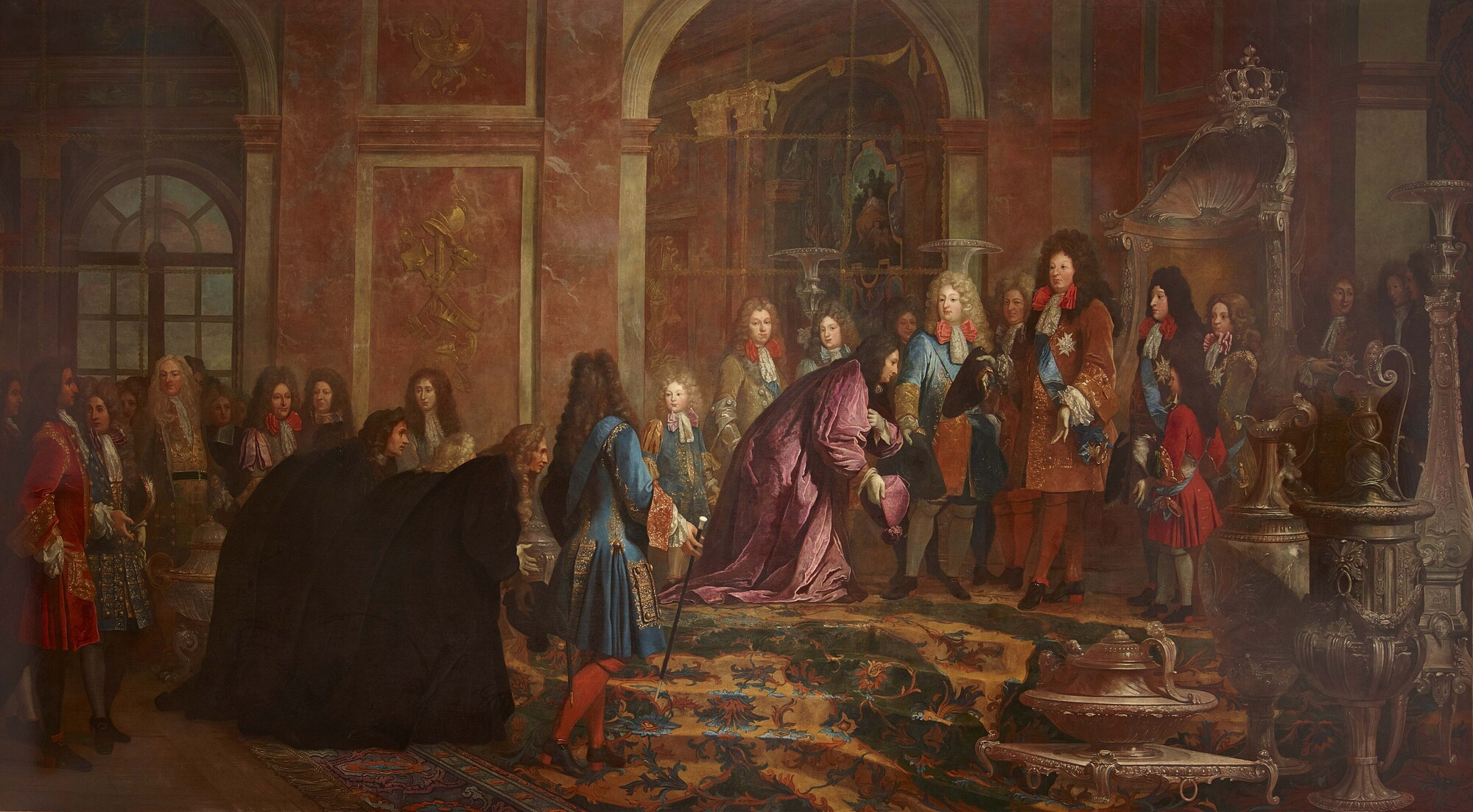
Réparation faite à Louis XIV par le doge de Gênes dans la galerie des Glaces de Versailles (par Claude Guy Hallé, château de Versailles).

En 1684, le doge de Gênes (Francesco Maria Imperiale Lercari) commet l'erreur de défier Louis XIV en fournissant des galères à l'Espagne, ennemie de la France. Au même moment, il traite avec désinvolture l'ambassadeur français François Pidou, chevalier de Saint-Olon. Sur ordre du roi, le marquis de Seignelay, intendant de la marine, accompagné du lieutenant-général des armées navales Abraham Duquesne, organise en mai 1684 une expédition punitive et opère un violent bombardement naval sur la ville. Le doge doit venir s'humilier à Versailles en mai 1685. Le doge se rend devant le roi, en août, avec un vêtement de velours, action publicitaire adroite qui détermine le début d'une période de grande exportation de velours de Gênes vers la France. Pendant la visite, le roi, montrant au doge le nouveau palais royal de Versailles, lui demande quelle est la chose qui l'a le plus étonné pendant sa visite. Le doge répond d'une formule lapidaire caractéristique du sarcasme génois : « Mi chi » (« Moi ici »).
Le gouvernement génois se limite désormais à assurer la sécurité et à prélever l'impôt tandis que la haute classe dirigeante s'adonne au grand commerce et à la finance. Le blé acheté en grande quantité et à bas prix au royaume de Naples suffit à approvisionner la cité qui ainsi ne pense pas à mettre en valeur la Corse où elle construit tout de même routes, forts et ponts. La maîtrise de la Corse est nécessaire à la survie de Gênes, car toute nation possédant l'île serait en mesure d'exercer le blocus de la métropole.
Durant le XVIIIe siècle, la république a mené plusieurs guerres violentes contre le royaume de Savoie. Lors de la guerre de Succession d'Autriche, la France inflige plusieurs défaites aux armées génoises tout juste réorganisées et portées à 10 000 hommes par le général en chef, Gian Francesco II Brignole Sale. Gênes est dès lors occupée.
En 1747, Gênes se révolte contre l'occupant autrichien (sous l'impulsion d'un enfant nommé Balilla) avec l'aide des troupes de Louis XV commandées par Belle-île (qui y meurt) puis par le maréchal de Richelieu.
Le traité d’Aix-la-Chapelle restaure la république de Gênes dans son autorité territoriale (mars 1748).
En 1768, par le traité de Versailles, Gênes cède à la France (à moins d'un remboursement à celle-ci de ses frais administratifs et militaires de pacification) ses droits sur l'île de Corse, laquelle s'est émancipée depuis 1755, formant une république indépendante sous le commandement de Pascal Paoli. Il faut ensuite un an aux forces françaises pour éliminer ou chasser les Corses indépendantistes et prendre le contrôle définitif de l'île.
En 1795, Giacomo Maria Brignole est élu, pour la seconde fois (après 1779) doge de Gênes et s’avère en être le dernier.

### La République ligurienne

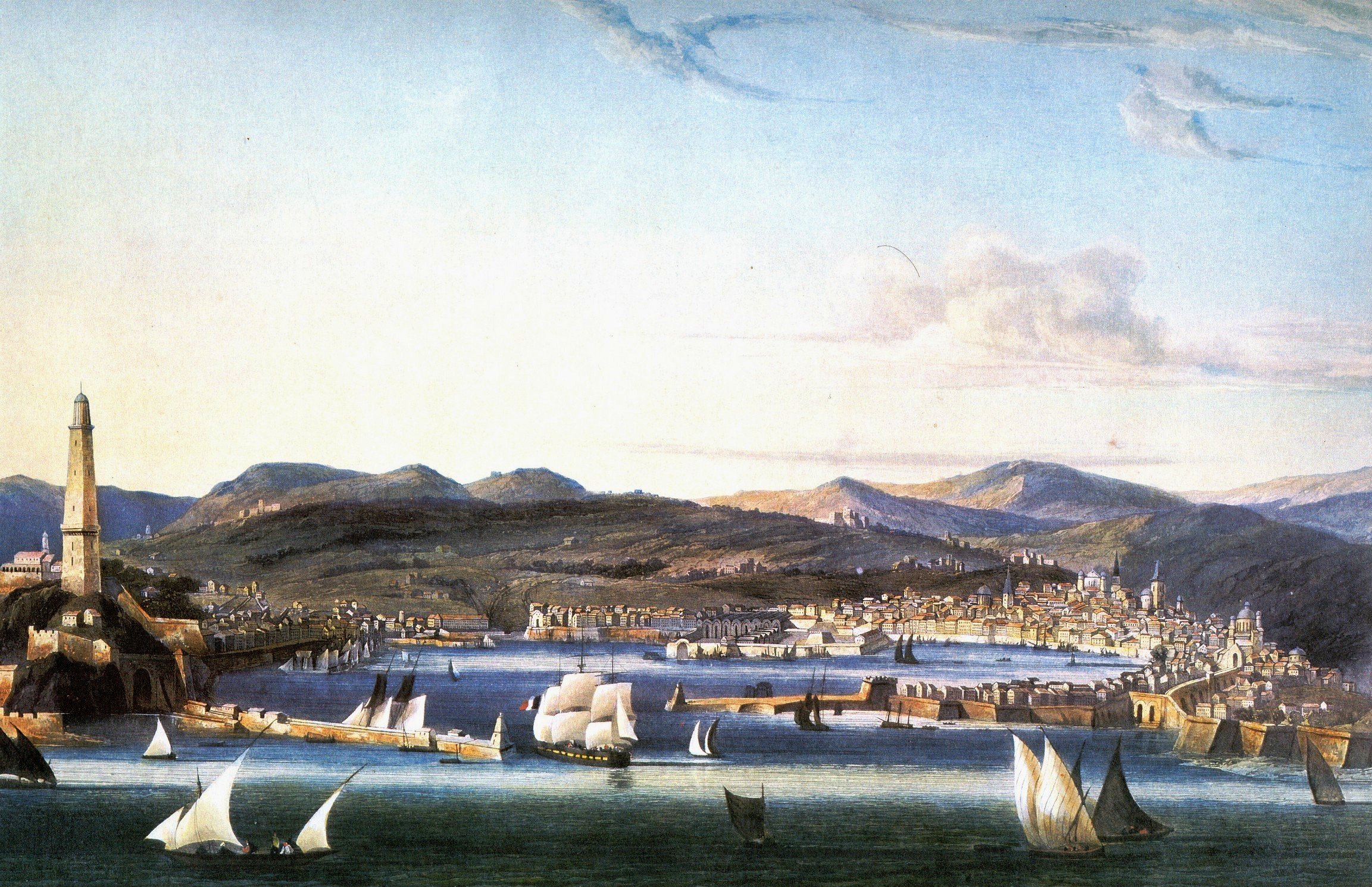
Ambroise Louis Garneray, Vue de Gênes (aquatinte, vers 1810).

En 1797, les armées de la République française avancent en Italie et un comité jacobin proclame une République ligurienne à Gênes, renversant ainsi l'ancienne république au profit d'une « république sœur ». Les aristocrates génois, dont le dernier doge Giacomo Maria Brignole, continuent la lutte en se disséminant dans l'Italie du Nord. Les Génois attachés à leur république aristocratique acceptent d'abord mal ce nouvel État calqué sur le modèle français. En 1800, Gênes se donne un doge pour cinq ans, puis à vie en 1802, comme en France, en la personne d'un membre de la famille Durazzo. En 1805, la république est annexée à l'Empire français. La république continue d'exister moralement malgré l'occupation française et au congrès de Vienne en 1814-1815, Antonio Brignole Sale défend vigoureusement mais sans succès l'indépendance de la Ligurie ; il a été le dernier ministre de l'antique République et avait poursuivi une brillante carrière commencée aux côtés de Napoléon Ier, comme ministre et maire de Gênes.

## Les régimes de la république

### Avant 1339
- 1099-1129 : consuls (charges à la fois de l'État et des Placiti pour la justice).
- 1130-1190 : consuls de l'État et des Placiti (charges séparées).
- 1191 : podestat et consuls des Placiti (le premier podestat non génois est Domenico Manegolodo di Tettuccio, de Brescia).
- 1192-1193 : consuls de l'État et des Placiti.
- 1194 : consuls de l'État et des Placiti.
- 1194 : podestat.
- 1195-1200 : podestat et consuls des Placiti.
- 1201 : consuls de l'État et des Placiti.
- 1202-1206 : podestat et consuls des Placiti.
- 1207-1210 : consuls de l'État et des Placiti.
- 1211 : podestat et consuls des Placiti.
- 1212-1216 : consuls de l'État et des Placiti.
- 1217-1257 : podestat.
- 1257-1262 : podestat et capitaine du peuple (le premier capitaine du peuple est Guglielmo Boccanegra).
- 1263-1270 : podestat.
- 1271-1291 : deux capitaines du peuple (duumvirat).
- 1291-1295 : capitaine du peuple.
- 1296-1299 : deux capitaines du peuple (duumvirat).
- 1300-1306 : podestat.
- 1306-1309 : deux capitaines du peuple (duumvirat).
- 1309-1310 : capitaine du peuple.
- 1311 : podestat.
- 1311-1314 : vicaires de l'empereur Henri VII.
- 1314-1317 : podestat (le dernier podestat non-génois est Zambellino di Berbardo, de Brescia).
- 1317-1318 : deux capitaines du peuple (duumvirat).
- 1318-1335 : vicaires du roi Robert de Naples.
- 1335-1339 : deux capitaines du peuple (duumvirat).

### Le dogat
- 1339 : élection du premier doge à vie, Simone Boccanegra.
- 1528 : mise en place des doges biennaux choisis parmi les familles patriciennes de la ville.

Girolamo Luigi Durazzo (1739-1809) est parfois considéré comme le dernier doge de Gênes de 1802 à 1805 mais c'est abusif car il ne fut pas « doge de la république de Gênes » (fonction existante de 1339 à 1797) mais « doge de la République ligurienne » de 1802 à 1805, fonction qu'il fut le seul à avoir jamais occupée.

### Sources
L'histoire de Gênes et de sa république, comme celle des autres formes de gouvernements à la tête de la cité, y compris pendant la période des doges, ont été étudiées abondamment par les historiens, depuis les récits de la fin du XIe siècle par le chroniqueur Caffaro di Rustico da Caschifellone (historien et consul de la commune) dans ses Annales (it).